# Polycarpa madagascariensis
Polycarpa madagascariensis är en sjöpungsart som beskrevs av Hartmeyer 1906. Polycarpa madagascariensis ingår i släktet Polycarpa och familjen Styelidae. Inga underarter finns listade i Catalogue of Life.